# AMV
AMV este un tip de fișier modificat AVI, format container cu conținut digital video și audio, produs pentru playerele media MP4, dar și pentru playerele S1 MP3 cu redare video. Sunt două tipuri diferite de fișiere cu format MTV: unul mai vechi pentru cipul Actions, și altul mai nou pentru cipul M5661 produs de laboratoarele Acer. Ultimul format este de tip ALIAVI.  

#### Unelte
- Bytessence AMV Converter Arhivat în 21 decembrie 2009, la Wayback Machine., Open Source GPL v3, Convertor amv bazat pe FFmpeg
- Conversie Video la AMV